# Albert Wolsky

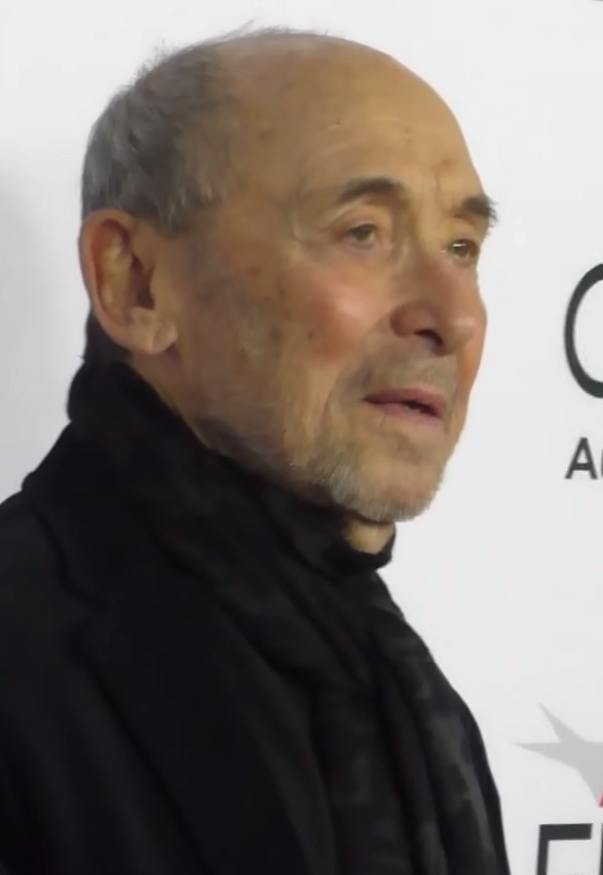
Albert Wolsky (2016)

Albert Wolsky (* 24. November 1930 in Paris) ist ein amerikanischer Kostümbildner französischer Herkunft.

## Leben
Wolsky wuchs in New York City auf, wo er nach seinem Abschluss am College eine Ausbildung als Reisebürokaufmann absolvierte. Bis zum Alter von etwa 30 Jahren übte er diesen Beruf aus, bis sich Wolsky entschloss, am Broadway als Kostümbildner für Bühnenstücke zu arbeiten. 1968 war Wolsky erstmals auch für das Kostümdesign eines Spielfilms verantwortlich; es war das Filmdrama A Hatful of Rain, sein Debüt bei Film und Fernsehen.
Albert Wolsky war in seiner 40-jährigen Tätigkeit als Kostümbildner siebenmal für den Oscar in der Kategorie Bestes Kostümdesign nominiert, 1980 und 1992 hat er den Oscar gewonnen.
1999 wuryde er von der Costume Designer Guild (CDG) mit dem Career Achievement Award für sein Lebenswerk geehrt.
Wolsky ist Mitglied der Academy of Motion Picture Arts and Sciences.
Sein langjähriger Lebensgefährte war der Schauspieler und Tänzer James Mitchell.

## Filmografie
- 1978: Grease (Grease)
- 1979: Manhattan (Manhattan)
- 1979: Meteor (Meteor)
- 1979: Hinter dem Rampenlicht (All That Jazz)
- 1982: Sophies Entscheidung (Sophie's Choice)
- 1985: Der Falke und der Schneemann (The Falcon and the Snowman)
- 1986: Zoff in Beverly Hills (Down and Out in Beverly Hills)
- 1986: Staatsanwälte küßt man nicht (Legal Eagles)
- 1987: Nadine – Eine kugelsichere Liebe (Nadine)
- 1988: Mond über Parador (Moon Over Parador)
- 1989: Cookie (Cookie)
- 1989: Die Teufelin (She-Devil)
- 1991: Ein ganz normaler Hochzeitstag (Scenes from a Mall)
- 1991: Bugsy (Bugsy)
- 1992: Toys – Tödliches Spielzeug (Toys)
- 1993: Crazy Instinct (Fatal Instinct)
- 1993: Die Akte (The Pelican Brief)
- 1994: Junior (Junior)
- 1995: Die Grasharfe (The Grass Harp)
- 1996: Aus nächster Nähe (Up Close & Personal)
- 1996: Striptease (Striptease)
- 1997: Red Corner – Labyrinth ohne Ausweg (Red Corner)
- 1997: Der Schakal (The Jackal)
- 1998: e-m@il für Dich (You've Got Mail)
- 1999: Die Braut, die sich nicht traut (Runaway Bride)
- 1999: Galaxy Quest – Planlos durchs Weltall (Galaxy Quest)
- 2002: Road to Perdition (Road to Perdition)
- 2002: Manhattan Love Story (Maid in Manhattan)
- 2004: Der Manchurian Kandidat (The Manchurian Candidate)
- 2005: Jarhead – Willkommen im Dreck (Jarhead)
- 2006: Ask the Dust (Ask the Dust)
- 2007: Across the Universe (Across the Universe)
- 2007: Der Krieg des Charlie Wilson (Charlie Wilson's War)
- 2009: Zeiten des Aufruhrs (Revolutionary Road)
- 2019: Ad Astra – Zu den Sternen (Ad Astra)
- 2021: The Woman in the Window

## Auszeichnungen

### Oscar/Bestes Kostümdesign
- Auszeichnungen
  - 1980: Hinter dem Rampenlicht (All That Jazz)
  - 1992: Bugsy (Bugsy)
- Nominierungen
  - 1983: Sophies Entscheidung (Sophie's Choice)
  - 1986: Die Reise der Natty Gann (The Journey of Natty Gann)
  - 1993: Toys – Tödliches Spielzeug (Toys)
  - 2007: Love Is All You Need (Across The Universe)
  - 2008: Zeiten des Aufruhrs (Revolutionary Road)

### Sonstige (Auswahl)
- 1981: nominiert für den BAFTA Award, für: Hinter dem Rampenlicht (All That Jazz)
- 1993: nominiert für den Saturn Award, für: Toys – Tödliches Spielzeug (Toys)
- 2000: nominiert für den Saturn Award, für: Galaxy Quest – Planlos durchs Weltall (Galaxy Quest)
- 2002: nominiert für den CDG Award, für: Road to Perdition (Road to Perdition)